# Saeko Zōgō
Saeko Zōgō (jap. 藏合 紗恵子 Zōgō Saeko; ur. 13 sierpnia 1984 w Tsuyamie) – japońska seiyū, aktorka dubbingowa i piosenkarka związana z Production Ace.

## Wybrane role
- 2009: Heaven's Lost Property – różne postacie
- 2010: Omamori Himari – dziecko
- 2010: Giant Killing – Yoshio Fukazawa
- 2011: Sekaiichi Hatsukoi – różne postacie
- 2011: Deadman Wonderland – Harumi
- 2011: R-15 – Shimon Tegakari
- 2011–2014: Maken-ki! – Chacha Akaza
- 2012: Upotte! – Ichiyon (M14)
- 2012: Jigoku Youchien – Kerubero-kun
- 2013: Problem Children Are Coming from Another World, Aren't They? –
  - Caroro Gandack,
  - Algor
- 2013: Blood Lad –
  - Sakurako,
  - Jasmine
- 2013: Fate/kaleid liner Prisma Illya – dziecko
- 2013: BlazBlue Alter Memory – Gii
- 2013: Noucome – przedstawiciel klasy
- 2014: Dai-Shogun – Great Revolution – Okita Sōji
- 2014: Chaika: The Coffin Princess – Chaika Bohdan
- 2014: Date A Live II – Shiori Itsuka
- 2014: Love Stage!! – Gagarull
- 2014: Tokyo ESP – Rū Ryūshi
- 2014: Amagi Brilliant Park – Chiba Mama
- 2015: The Testament of Sister New Devil – Shiho Aikawa
- 2015: Isuca – Nadeshiko Sōma
- 2015: Triage X – Siren
- 2015: Sky Wizards Academy – Freon Flamel
- 2016: Qualidea Code – uczennica
- 2017: Idol Incidents – Konatsu Sanjō